# Надважка вага в боксі
Надважка вага (суперважка вага, англ. super heavyweight) — вагова категорія в аматорському боксі.
У аматорському боксі надважка вага — це дивізіон вагової категорії для бійців вагою понад 91 кг (200 фунтів). Вперше нова категорія була запроваджена на чемпіонаті Європи 1981, чемпіонаті світу 1982 і на літніх Олімпійських іграх 1984 року.
Дивізіон є аматорським еквівалентом важкої ваги у професійному боксі. Дивізіон у суперважкій вазі було введено, оскільки загальне збільшення ваги найкращих важковаговиків протягом 20-го століття означало, що важка вага стала надмірно широкою, а у легших чоловіків було мало шансів ефективно змагатися. Тому важчі чоловіки були виділені в новий суперважкий дивізіон. Професійний бокс також зробив це розділення, але замість того, щоб перейменувати необмежений дивізіон, він ввів першу важку вагу для менших важковаговиків. У Міжнародній федерації кікбоксингу (IKF) суперважка вага (профі та аматори) призначена для кікбоксерів вагою 106,8 кілограм (235 фунтів) і вище.

## Олімпійські чемпіони
- 1984 –  Тайрелл Біггс
- 1988 –  Леннокс Льюїс
- 1992 –  Роберто Баладо
- 1996 –  Володимир Кличко
- 2000 –  Одлі Гаррісон
- 2004 –  Олександр Повєткін
- 2008 –  Роберто Каммарелле
- 2012 –  Ентоні Джошуа
- 2016 –  Тоні Йока
- 2020 –  Баходір Жалолов
- 2024 –  Баходір Жалолов